# Pneumatika

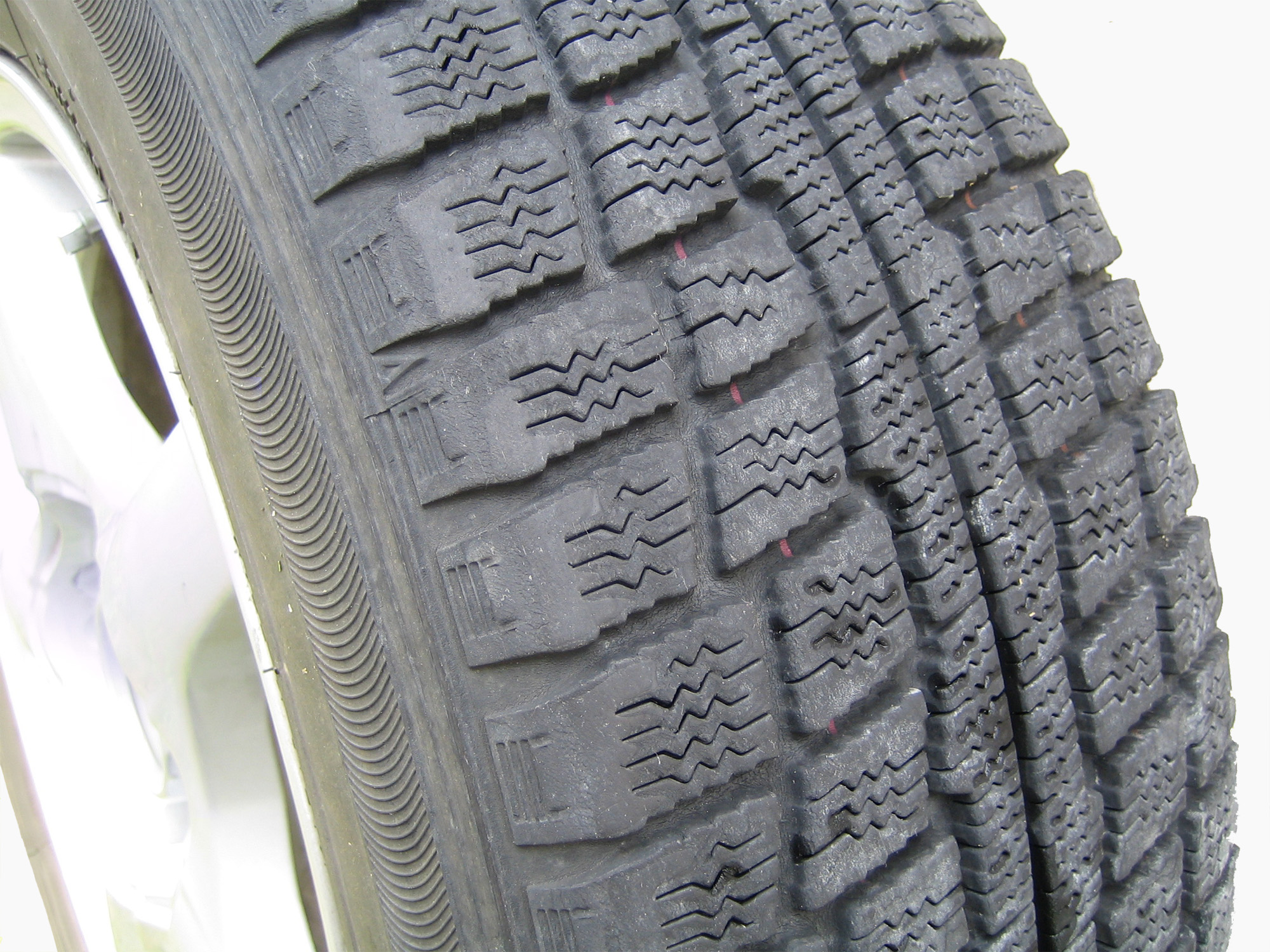
obrázek pneumatiky

Pneumatika, plášť neboli obruč je vzduchem plněná pružná součást kol dopravních prostředků. Má obvykle tvar toroidu a je nasazena na vnějším obvodu ráfku. Zajišťuje přenos sil mezi koly a vozovkou a působí také jako primární odpružení. Uvnitř pneumatiky bývá vzdušnice (lidově nazývaná duše), ale často se používají i bezdušové pneumatiky. U cyklistické pneumatiky se vnější díl nazývá plášť či galuska. Nejběžnějším materiálem pro výrobu pneumatik je vulkanizovaná pryž (plnivem jsou saze, dávající typickou barvu) na kostře z textilních a ocelových kordů. Podle provedení kostry se pneumatiky dělí na diagonální a dnes nejpoužívanější radiální. Objevují se také bezvzduchové pneumatiky, a nedávno je začala testovat společnost Tesla ve spolupráci s Michelin. 

## Historie
Patent na moderní vzduchem plněnou pneumatiku získal John Boyd Dunlop v roce 1888. Vynalezl ji o rok dříve, když ji vyrobil ze zahradní hadice, aby zlepšil jízdní vlastnosti tříkolky svého syna. Nebyl ale první. Už v roce 1845 získal podobný patent Robert William Thomson. Vzhledem k tomu, že v té době nebyla vhodná vozidla, pro něž by se pneumatika hodila, vynález zapadl. V době, kdy Dunlop pneumatiku vynalezl znovu, byla již ve velkém vyráběna jízdní kola, u nichž se vynález uplatnil.

## Letní a zimní pneumatiky
K nejzákladnějšímu členění druhů pneumatik patří rozdělení na zimní a letní pneumatiky.
Zimní pneumatiky jsou typem, který funguje nejefektivněji jen v zimě. Jsou vhodnější v zimním počasí, protože při teplotách pod 7 °C letní pneumatiky začínají tuhnout a mají zhoršené vlastnosti, zvláště takové jako je brzdná dráha na sněhu a ledě. Naproti tomu zimní zůstávají měkké a pružné i za nízkých teplot a jsou přizpůsobeny sněhovým i ledovým podmínkám. Jejich použití je v Česku v období od 1. listopadu do 31. března vyžadováno zákonem, pokud se na silnici nachází souvislá vrstva sněhu, led nebo námraza, popř. lze tento stav vzhledem k povětrnostním podmínkám předpokládat. Kromě toho jsou povinné v úsecích označené dopravní značkou Zimní výbava často i v jiném období. Zákon dále ukládá povinnost u zimních pneumatik splňovat minimální hloubku dezénu 4 mm u aut do 3,5 tuny (pro srovnání 1,6 mm u letních pneumatik) a 6 mm u těžších aut. Zimní pneumatiky lze rozeznat prostřednictvím označení za pomoci písmen M a S (M+S, M-S, M/S, M&S, MS), případně ET, ML, MPT, POR. Mimo zmíněných písmen se na nich může vyskytovat symbol hor nebo sněhové vločky, označovaný písmeny 3PMSF. Toto značení, symbolizované piktogramem tří vrcholků hor a sněhové vločky, vychází z evropské normy ECE 117.02 a klade na zimní pneumatiky výrazně vyšší nároky, než na pneumatiky označené jako M+S. Z toho důvodu jsou také např. v Německu pneumatiky s označením M+S nedostatečné a jsou zákonem vyžadovány právě pneumatiky se symbolem hor a vloček.
Letní pneumatiky se oproti zimním v teplém počasí tolik nepřehřívají, a následně neopotřebovávají, nekloužou a nezvyšují spotřebu. Rozdílný je i mimo nižší hladiny hluku ve prospěch letních pneumatik také vzorek, který u letních pneumatik má více drážek pro odvod vody. Auto na zimních pneumatikách tak potřebuje na mokru delší brzdnou dráhu k zastavení. Na délce brzdné dráhy se i podepisuje dezén, který podle zákona musí být minimálně 1,6 mm hluboký. Doporučuje se však 3 mm.
Vedle zmíněných dvou hlavních skupin pneumatik existují ještě takzvané celoroční pneumatiky. Ty představují vhodnou levnější volbu pro řidiče, kteří se pohybují převážně po městě, nejezdí příliš a v případě, že nasněží nebo mrzne, mohou nechat auto doma. Tento typ pneumatik je v létě lepší variantou, než používání zimních pneumatik. Důvod je jednoduchý, zimní pneumatiky jsou povětšinou na suchu a mokru o dost horší než pneumatiky letní. Celoroční pneumatika by si proto měla zachovat dobré vlastnosti letních gum, přidat ucházející chování na ledu a sněhu a díky tomu tak představovat velmi solidní kompromis použitelný pro valnou většinu situací.

## Rozměry a značení pneumatik pro motorová a jejich přípojná vozidla
Následující obrázek popisuje jednotlivá označení používaná výrobcem (číslice označují šířku, profil, průměr a zátěžový index pneumatiky).
Standardní rozměry jsou teoretické hodnoty platné pro novou pneumatiku.
Popis jednotlivých údajů

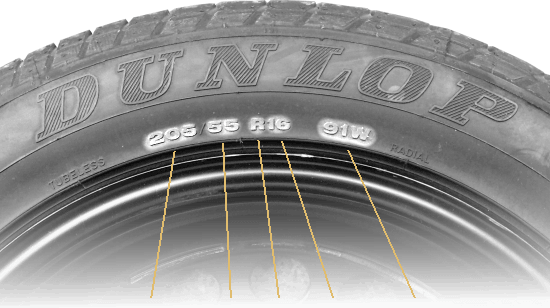
šířka 205 mm / výška 55 % Radial 16" ráfek 91 W

- 205 – šířka běhounu, maximální šířka pneumatiky za nominálních podmínek v milimetrech, od bočnice k bočnici (205 mm)
- 55 – poměr nominální výšky pneu k nominální šířce v procentech, pokud není uvedeno, rozumí se 82 % - tzv. plnoprofilová pneu; zde 55 % z 205 mm = cca 113 mm výšky gumového boku pneumatiky, vzdálenost od ráfku k běhounu.
- R – typ konstrukce kostry:
  - „R“ – radiální
  - „D“ – diagonální
  - „B“ – bias belted
- 16 – nominální průměr příslušného disku v palcích, zároveň vnitřní průměr pneu; zde 16" {\displaystyle \cdot } 2,54 cm = cca 41 cm
- 91 – index nosnosti (numerický kód „91“ = 615 kg)

Průměr celého kola z příkladového obrázku tedy je 16"{\displaystyle \cdot }2,54 cm + 2× 11,3 cm = cca 63 cm a obvod 198,5 cm. Takto obutý vůz ujede na jednu otáčku kol vzdálenost téměř 2 metrů.
| kód | kg   |  | kód | kg   |  | kód | kg   |  | kód | kg   |  | kód | kg   |
| 0   | 45   |  | 1   | 46,2 |  | 2   | 47,5 |  | 3   | 48,7 |  | 4   | 50   |
| 5   | 51,5 |  | 6   | 53   |  | 7   | 54,5 |  | 8   | 56   |  | 9   | 58   |
| 10  | 60   |  | 11  | 61,5 |  | 12  | 63   |  | 13  | 65   |  | 14  | 67   |
| 15  | 69   |  | 16  | 71   |  | 17  | 73   |  | 18  | 75   |  | 19  | 77,5 |
| 20  | 80   |  | 21  | 82,5 |  | 22  | 85   |  | 23  | 87,5 |  | 24  | 90   |
| 25  | 92,5 |  | 26  | 95   |  | 27  | 97,5 |  | 28  | 100  |  | 29  | 103  |
| 30  | 106  |  | 31  | 109  |  | 32  | 112  |  | 33  | 115  |  | 34  | 118  |
| 35  | 121  |  | 36  | 125  |  | 37  | 128  |  | 38  | 132  |  | 39  | 136  |
| 40  | 140  |  | 41  | 145  |  | 42  | 150  |  | 43  | 155  |  | 44  | 160  |
| 45  | 165  |  | 46  | 170  |  | 47  | 175  |  | 48  | 180  |  | 49  | 185  |
| 50  | 190  |  | 51  | 195  |  | 52  | 200  |  | 53  | 206  |  | 54  | 212  |
| 55  | 218  |  | 56  | 224  |  | 57  | 230  |  | 58  | 236  |  | 59  | 243  |
| 60  | 250  |  | 61  | 257  |  | 62  | 265  |  | 63  | 272  |  | 64  | 280  |
| 65  | 290  |  | 66  | 300  |  | 67  | 307  |  | 68  | 315  |  | 69  | 325  |
| 70  | 335  |  | 71  | 345  |  | 72  | 355  |  | 73  | 365  |  | 74  | 375  |
| 75  | 387  |  | 76  | 400  |  | 77  | 412  |  | 78  | 425  |  | 79  | 437  |
| 80  | 455  |  | 81  | 462  |  | 82  | 475  |  | 83  | 487  |  | 84  | 500  |
| 85  | 515  |  | 86  | 530  |  | 87  | 545  |  | 88  | 560  |  | 89  | 580  |
| 90  | 590  |  | 91  | 615  |  | 92  | 620  |  | 93  | 650  |  | 94  | 670  |
| 95  | 690  |  | 96  | 710  |  | 97  | 730  |  | 98  | 750  |  | 99  | 775  |
| 100 | 800  |  | 101 | 825  |  | 102 | 850  |  | 103 | 875  |  | 104 | 900  |
| 105 | 925  |  | 106 | 950  |  | 107 | 975  |  | 108 | 1000 |  | 109 | 1030 |
| 110 | 1060 |  | 111 | 1090 |  | 112 | 1120 |  | 113 | 1150 |  | 114 | 1180 |
| 115 | 1215 |  | 116 | 1250 |  | 117 | 1285 |  | 118 | 1320 |  | 119 | 1360 |
| 120 | 1400 |  | 121 | 1450 |  | 122 | 1500 |  | 123 | 1550 |  | 124 | 1600 |
| 125 | 1650 |  | 126 | 1700 |  | 127 | 1750 |  | 128 | 1800 |  | 129 | 1850 |
| 130 | 1900 |  | 131 | 1950 |  |     |      |  |     |      |  |     |      |

- W – index rychlosti (kód „W“ = 270 km/h)

| kód | mph | km/h |  | kód | mph      | km/h     |
| A1  | 3   | 5    |  | L   | 75       | 120      |
| A2  | 6   | 10   |  | M   | 81       | 130      |
| A3  | 9   | 15   |  | N   | 87       | 140      |
| A4  | 12  | 20   |  | P   | 94       | 150      |
| A5  | 16  | 25   |  | Q   | 100      | 160      |
| A6  | 19  | 30   |  | R   | 106      | 170      |
| A7  | 22  | 35   |  | S   | 112      | 180      |
| A8  | 25  | 40   |  | T   | 118      | 190      |
| B   | 31  | 50   |  | U   | 124      | 200      |
| C   | 37  | 60   |  | H   | 130      | 210      |
| D   | 40  | 65   |  | VR  | přes 130 | přes 210 |
| E   | 43  | 70   |  | V   | 149      | 240      |
| F   | 50  | 80   |  | W   | 168      | 270      |
| G   | 56  | 90   |  | Y   | 186      | 300      |
| J   | 62  | 100  |  | ZR  | přes 186 | přes 300 |
| K   | 68  | 110  |  |     |          |          |

Dále jsou na pneumatikách vyznačovány texty označující specifické vlastnosti:
- dušová/bezdušová:
  - „TUBELESS“ nebo „TL“ – bezdušová
  - „TUBE TYPE“ nebo „TT“ – dušová
- M+S nebo MUD+SNOW – (bláto+sníh) pneu určená pro zimní provoz
- RF, XL, C REINFORCED – zesílená kostra pro dodávky
- DOT 2401 – týden a rok výroby pneumatiky (dvacátý čtvrtý týden roku 2001)
Pozn. Zkratka DOT znamená Department Of Transportation, tedy ministerstvo dopravy Spojených států, které začalo vyžadovat identifikační kód pneumatiky obsahující datum v tomto formátu.
- OUTSIDE, INSIDE – vnitřní a venkovní bočnice
- ROTATION – směr otáčení

## Štítkování pneumatik v Evropské unii
V červnu 2012 bylo nařízením Evropské komise č. 1222/2009 zavedeno povinné značení pneumatik, neboli štítkování. Jedná se o hodnocení podílu na spotřebě paliva, přilnavosti na mokré vozovce a vnější hlučnosti pneumatiky.
Podle nařízení musí být pneumatiky pro osobní vozy a lehké užitkové vozy (C1, C2) vyrobené po 30. červnu 2012 a uvedené na trh v zemích Evropské unie od listopadu 2012 označeny na veškerých prodejních místech samolepkou nebo štítkem s označením jejich vlastností (avšak nesměly být takto označeny před 30. květnem 2012).
Text upřesňuje, že tyto informace budou muset figurovat i na webových stránkách dodavatelů, na brožurách a cenících i fakturách, a to pro každý typ a každou velikost zvlášť.
Toto nařízení rozlišuje třídy pneumatik C1, C2 a C3 podle článku 8 Nařízení Evropského parlamentu a rady (ES) č. 661/2009, tedy pneumatiky pro vozidla kategorií M1, N1, O1 a O2 jako C1, pro kategorie M2, M3, N, O3 a O4 s indexem nosnosti do 121 včetně jako C2 a nad 121 jako C3.

### Třída palivové účinnosti
Štítek „úspory paliva“ označuje navýšení spotřeby paliva v závislosti na valivém odporu pneumatiky. Základem je třída A, která představuje nejnižší koeficient valivého odporu RRC (nejnižší spotřeba paliva), a rozmezí koeficientů stoupá až ke třídě G, která představuje nejvyšší hodnoty koeficientu (nejvyšší spotřeba paliva), přičemž písmeno D je použito pouze u třídy pneumatik C3 a naopak u této není použito písmeno G. Údaj o navýšení spotřeby v následující tabulce je pouze orientační, platí pro ideální model osobního vozu se spotřebou 6,6 l benzínu na 100 km.
| Třída | C1                | C2               | C3              | spotřeba |
| ----- | ----------------- | ---------------- | --------------- | -------- |
| A     | RRC ≤ 6,5         | RRC ≤ 5,5        | RRC ≤ 4,0       | +0 %     |
| B     | 6,6 ≤ RRC ≤ 7,7   | 5,6 ≤ RRC ≤ 6,7  | 4,1 ≤RRC ≤ 5,0  | +1,5 %   |
| C     | 7,8 ≤ RRC ≤ 9,0   | 6,8 ≤ RRC ≤ 8,0  | 5,1 ≤ RRC ≤ 6,0 | +3,3 %   |
| D     | prázdná           | prázdná          | 6,1 ≤ RRC ≤ 7,0 |          |
| E     | 9,1 ≤ RRC ≤ 10,5  | 8,1 ≤ RRC ≤ 9,2  | 7,1 ≤ RRC ≤ 8,0 | +5,5 %   |
| F     | 10,6 ≤ RRC ≤ 12,0 | 9,3 ≤ RRC ≤ 10,5 | RRC ≥ 8,1       | +7,7 %   |
| G     | RRC≥ 12,1         | RRC ≥ 10,6       | prázdná         | +10 %    |

### Třída přilnavosti za mokra
Štítek přilnavosti za mokra lze chápat jako rozdíl v brzdné dráze na mokré vozovce. Třídy přilnavosti se stanoví pro třídu pneumatik C1 od A do G podle indexu přilnavosti za mokra G, od nejvyššího (nejkratší brzdná dráha) po nejnižší (nejdelší brzdná dráha), přičemž ale D a G není použito. Brzdná dráha se stanovuje pro brzdění z rychlosti 80 km/h.
| Třída | Index přilnavosti za mokra | Brzdná dráha |
| ----- | -------------------------- | ------------ |
| A     | 1,55 ≤ G                   | 42 m         |
| B     | 1,40 ≤ G ≤ 1,54            | 45 m         |
| C     | 1,25 ≤ G ≤ 1,39            | 49 m         |
| D     | prázdná                    |              |
| E     | 1,10 ≤ G ≤ 1,24            | 54 m         |
| F     | G ≤ 1,09                   | 60 m         |
| G     | prázdná                    |              |

### Třída a naměřená hodnota vnějšího hluku při odvalování
Štítek vnějšího hluku při odvalování uvádí přímo naměřenou hodnotu v decibelech a piktogram vyjadřující vztah této hodnoty k povoleným hodnotám. Tyto jsou stanoveny v části C přílohy II nařízení (ES) č. 661/2009 a závisí na třídě pneumatiky, jejích rozměrech, provedení a kategorii použití. Rozmezí je od 70 dB(A) pro úzké pneumatiky třídy C1A až po 78 dB(A) u pneumatik třídy C3 pro zvláštní užití současně s určením pro jízdu na sněhu.
Piktogram reproduktoru s jednou vlnou značí pneumatiku tišší o 3 a více dB než je požadováno. Piktogram se dvěma vlnami značí pneumatiku splňující normu nebo tišší o méně než 3 dB. Piktogram se třemi vlnami značí pneumatiku hlučnější, než je dovoleno.

## Typy dezénů
Rozlišujeme několik základních typů dezénů a to symetrický, asymetrický a směrový.
Symetrický
Symetrickou pneumatiku je možno umístit na vozidle na libovolnou pozici.
Asymetrický
Vnitřní strana dezénu se liší od strany vnější a každá má svoji specifickou funkci. Obvykle vnitřní strana zajišťuje odvod vody a přenos záběrových a brzdných sil na vozovku. Strana vnější zajišťuje vedení v přímém směru a stabilitu v zatáčkách. U asymetrických pneumatik nerozlišujeme pravou a levou pneumatiku, pouze má vždy označenou vnější a vnitřní stranu (outside, inside), kterou je třeba při montáži dodržet.
Směrový (šípový)
Každá pneumatika má šipkou označen směr otáčení pro jízdu vpřed.
Dále se můžeme setkat např. s typem asymetrická směrová, která se používá na super sporty.

## Dojezdové pneumatiky
Speciální konstrukce na dojezdových (tzv. run-flat – doslova „jízda s prázdnou pneumatikou“) pneumatikách, spočívající v zesílené bočnici, umožní s těmito pneumatikami i jízdu s defektem. S takto poškozenou pneumatikou lze jet až do vzdálenosti 80 km a to rychlostí max. 80 km/h. Poškozenou run-flat pneumatiku je třeba vyměnit, její oprava není možná. Lze montovat pouze na vozy s kontrolou tlaku v pneumatikách, protože řidič nemusí poznat defekt. Existuje několik kódů pro označení run-flat pneumatik, podle výrobce:
- Bridgestone, Pirelli, Hankook – RFT
- Continental – SSR, CSR
- Dunlop – DSST
- Goodyear – ROF
- Michelin – ZP